# Vestenbergsgreuth

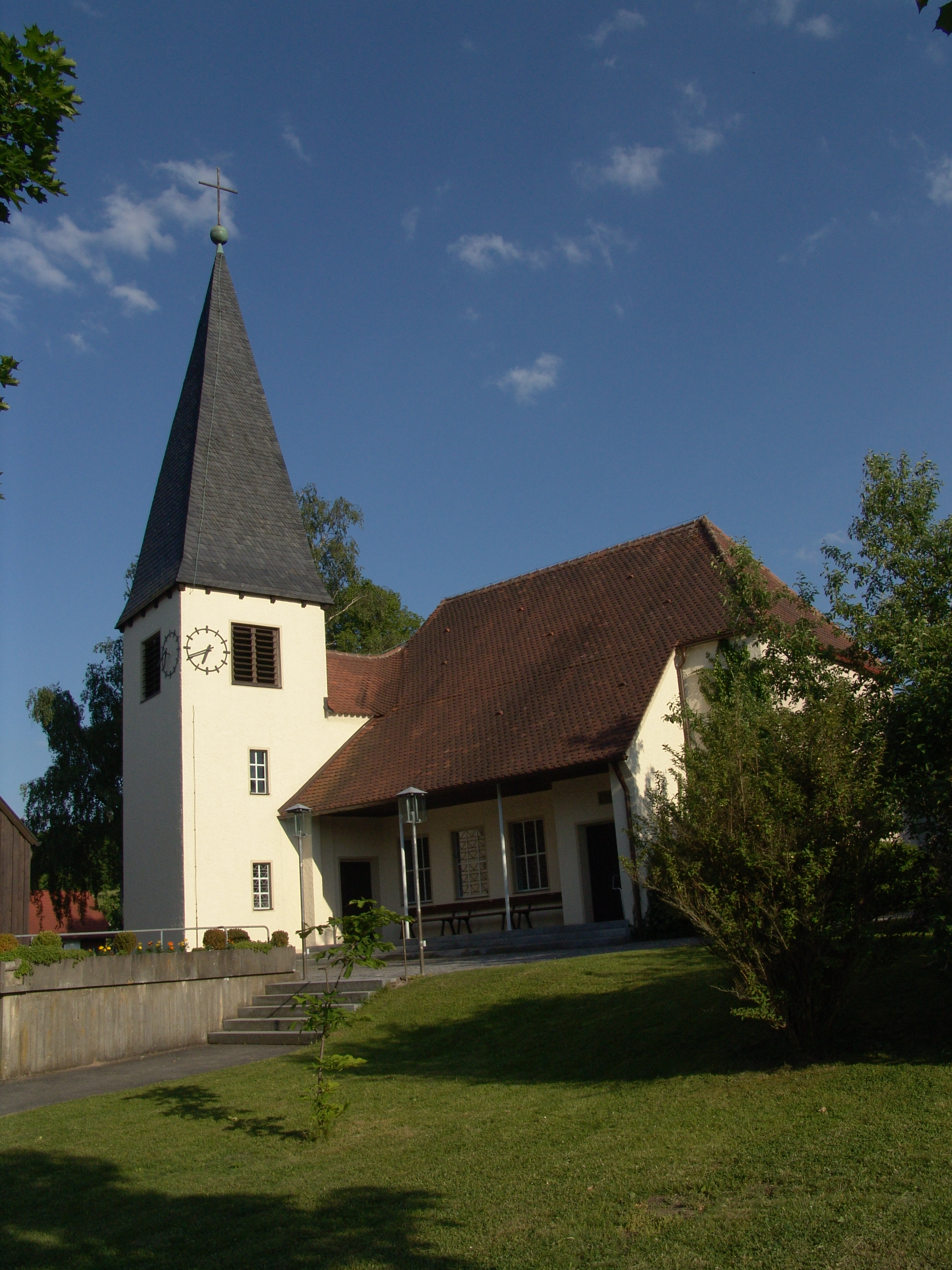
Vestenbergsgreuth

Vestenbergsgreuth este o comună-târg din districtul Erlangen-Höchstadt, regiunea administrativă Franconia Mijlocie, landul Bavaria, Germania.